# 준호 (가수)
준호(본명: 이준호, 1999년 5월 14일 ~ )은 대한민국의 가수다.

## 학력
- 김천예술고등학교 졸업
- 용천중학교 졸업
- 대구매곡초등학교 졸업
- 대구용천초등학교 졸업

## 수상
- 2009년 토요일 가족이 부른다 대상 수상
- 2009년 전국노래자랑 대구 달서구편 장려상
- 2008년 어린이 트로트 가요제 은상 수상
- 2007년 대한민국 트로트 가요제 동상 수상
- 2007년 컬러풀가요제 장려상
- 2006년 청소년 노래댄스대회 인기상
- 2003년 키즈짱 선발대회 해피짱상

## 데뷔
- 2015년 싱글 앨범 '제발'

## 음반
- 2015년 제발